# Izgrev (distrikt i Bulgarien, Pleven)
Izgrev (bulgariska: Изгрев) är ett distrikt i Bulgarien.   Det ligger i kommunen Obsjtina Levski och regionen Pleven, i den centrala delen av landet, 160 km nordost om huvudstaden Sofia.
Trakten runt Izgrev består till största delen av jordbruksmark. Runt Izgrev är det ganska tätbefolkat, med 58 invånare per kvadratkilometer.